# Mont Song
Pour les articles homonymes, voir Songshan (homonymie).
Le mont Song (chinois : 嵩山 ; pinyin : sōng shān) est l'une des cinq montagnes sacrées de Chine aussi connue sous le nom de montagne du Centre (chinois simplifié : 中岳 ; chinois traditionnel : 中嶽 ; pinyin : zhōng yuè). Il est situé dans la province du Henan. Surplombant la rive sud du fleuve Jaune, il comprend trois pics principaux, dont le plus élevé culmine à 1 512 m, avec 5 654 marches.
Selon le taoïsme, le monde est constitué de cinq éléments, chacune des montagnes sacrées symbolisant l'un d'entre eux. Le mont Song, qui symbolise la Terre, est considéré à ce titre comme la montagne centrale.
La montagne et ses environs abritent de nombreux temples et monastères taoïstes et bouddhistes, comme le monastère Shaolin, berceau du kung-fu Shaolin dont la légende attribue la fondation à Bodhidharma, ainsi que le temple de Zhongyue, l'un des plus anciens temples taoïstes de Chine.
La pagode de Songyue se trouve au pied du mont Song. Wu Zetian venait s'y réfugier à la fin de sa vie.